# Savage Season
Savage Season (jap. 荒ぶる季節の乙女どもよ。 Araburu Kisetsu no Otome-domo yo.) ist eine Mangaserie von Mari Okada und Nao Emoto. Sie erschien von 2016 bis 2019 in Japan und wurde 2019 als Anime-Fernsehserie umgesetzt. Die an männliche Jugendliche gerichtete Geschichte erzählt von einem Mädchen-Oberschulklub, in dem erotische Literatur besprochen wird.

## Inhalt
Der Literaturklub einer japanischen Oberschule besteht ausschließlich aus Mädchen. Und diese sehr unterschiedlichen Schülerinnen interessieren sich vor allem für Liebe und Sex, auch wenn einige von ihnen einer echten Beziehung mit einem Jungen noch skeptisch gegenüber stehen. Doch im Klub können sie miteinander in romantischen und erotischen Geschichten schwelgen. Für Niina Sugawara (菅原 新菜) ist Sex eines der wichtigsten Dinge im Leben und sie hat bereits viele Verehrer, Rika Sonezaki (曾根崎 り香) wird wegen ihres Putzfimmels von den Schülern dagegen eher gemieden. Hitoha Hongō (本郷 ひと葉) will Schriftstellerin werden und möchte im Klub lernen, wie man erotische Literatur schreibt – wofür sie auch heimlich Chats mit Erwachsenen aufsucht. Kazusa Onodera (小野寺 和紗) und Momoko Sudō (須藤 百々子) sind seit Kindertagen befreundet. Während Kazusa schon lange in ihren Sandkastenfreund Izumi Norimoto (典元 泉) verliebt ist, aber sich nicht an den beliebten Mitschüler herantraut, fühlt Momoko sich zu anderen Mädchen und vor allem Sugawara hingezogen.

## Veröffentlichung
Der Manga erschien von Dezember 2016 bis September 2019 im Magazin Bessatsu Shōnen Magazine. Dessen Verlag Kodansha brachte die Kapitel auch in acht Sammelbänden heraus. Der letzte Band enthält einen Epilog, der nicht im Magazin erschien.
Eine deutsche Übersetzung der Serie erschien von Februar 2020 bis November 2021 bei Tokyopop unter dem Titel Savage Season. Kodanshas amerikanischer Ableger bringt den Manga unter dem Titel O Maidens in Your Savage Season auf Englisch heraus und Milky Way Ediciones veröffentlicht ihn als Nuestra salvaje juventud auf Spanisch.

## Anime-Adaption
2019 entstand bei Studio Lay-duce eine Adaption des Mangas als Anime-Serie für das japanische Fernsehen. Nach den Drehbüchern von Mari Okada führten Masahiro Andō und Takurō Tsukada Regie. Das Charakterdesign entwarf Kaori Ishii und die künstlerische Leitung lag bei Takamasa Nakakuki und Yoko Nakao. Die verantwortlichen Produzenten waren Airi Sawada, Hiroyuki Aoi und Morio Kitaoka.
Die 12 Folgen mit je 25 Minuten Laufzeit wurden vom 5. Juli bis 20. September 2019 von MBS, TBS, BS-TBS und AT-X in Japan ausgestrahlt. Die Plattform Hidive veröffentlichte den Anime parallel per Streaming mit englischen Untertiteln und Sentai Filmworks erwarb die Lizenz für Nord- und Südamerika sowie Italien.

### Synchronisation
| Rolle          | japanischer Sprecher (Seiyū) |
| -------------- | ---------------------------- |
| Niina Sugawara | Chika Anzai                  |
| Kazusa Onodera | Hiyori Kono                  |
| Momoko Sudō    | Momo Asakura                 |
| Izumi Norimoto | Shimba Tsuchiya              |
| Rika Sonezaki  | Sumire Uesaka                |
| Hitoha Hongō   | Tomoyo Kurosawa              |

### Musik
Die Musik der Serie wurde komponiert von Moe Hyūga. Für den Vorspann verwendete man das Lied Otome Domo yo. (乙女どもよ。) von Chico und HoneyWorks, der Abspann ist unterlegt mit dem Titel Yume Cinderella (ユメシンデレラ) von Momo Asakura.